# Socket AM2
Il Socket AM2, conosciuto anche semplicemente come Socket M2, è il socket utilizzato per le CPU AMD Opteron, Athlon 64 X2 a partire dal secondo trimestre 2006. Ha sostituito sia il Socket 939 che il Socket 940 e come quest'ultimo è formato da 940 pin (ma con disposizione diversa) e consente di ospitare CPU con controller integrato per la RAM DDR2.
Il Socket AM2 ha una conformazione pressoché identica a quella dei precedenti Socket 939 e 940 adottati da AMD; l'unica differenza è data dalla larghezza complessiva leggermente superiore, riscontrata però anche in alcune schede madri per processori Opteron. È possibile che questa differenza sia dovuta al produttore del Socket e non al design richiesto da AMD; in ogni caso, è un elemento di secondaria importanza che non dovrebbe avere influenze dirette in termini di funzionamento delle CPU.
Con l'introduzione del nuovo Socket AM2, AMD ha standardizzato l'intera linea di CPU per ciò che concerne tutti i segmenti di mercato, dall'entry-level all'high-end, passando per la fascia media.
A partire dal quarto trimestre 2007 è stato introdotto il socket AM2+, specificamente sviluppato per i processori Phenom. Inoltre a partire dal primo trimestre del 2009 entrambi sono stati sostituiti dal socket AM3.

## Processori utilizzati
I primi processori realizzati per questo socket sono stati gli Opteron serie 100 seguiti dagli Athlon 64 basati sui core Windsor, Orleans e Manila (tutti costruiti a 90 nm) e dai Sempron. 
Di seguito un elenco di processori desktop che hanno utilizzato il socket AM2:
- Athlon 64 FX62
- Athlon 64 FX60
- Athlon 64 X2 6.400+
- Athlon 64 X2 6.000+
- Athlon 64 X2 5.600+
- Athlon 64 X2 5.400+
- Athlon 64 X2 5.200+
- Athlon 64 X2 5.000+
- Athlon 64 X2 4.800+
- Athlon 64 X2 4.600+
- Athlon 64 X2 4.400+
- Athlon 64 X2 4.200+
- Athlon 64 X2 3.800+

CPU Sempron:
- Sempron 2.800+
- Sempron 3.000+
- Sempron 3.200+
- Sempron 3.400+
- Sempron 3.500+
- Sempron 3.600+
- Sempron 3.800+ (a partire dal terzo trimestre 2006).